# Georges Duhamel
Georges Duhamel (Parigi, 30 giugno 1884 – Valmondois, 13 aprile 1966) è stato uno scrittore e medico francese.

## Biografia
Proveniente da una famiglia di modesta condizione, Georges Duhamel riesce comunque a diplomarsi nel 1902 e decide di proseguire gli studi per laurearsi in medicina, nonostante la grande passione per gli studi letterari. Ciò gli consentirà di potersi dedicare alle lettere, avendo una fonte di sostentamento.
Nel 1906 fonda, con l'amico Charles Vildrac, il "gruppo dell'Abbaye" di Créteil, un cenacolo di artisti che raggruppa poeti, scrittori, musicisti e pittori.
Allo scoppio della prima guerra mondiale si arruola in qualità di medico chirurgo; un'esperienza particolarmente dolorosa e fonte di ispirazione per le opere "Vie des martyrs" et "Civilisation" che gli varranno una notorietà immediata ed il "Premio Goncourt" del 1918.
Tornato alla vita civile, abbandona definitivamente la professione medica per dedicarsi alla scrittura. Nel 1935 viene eletto tra gli "immortali" dell'Académie française e ne diviene segretario provvisorio dal 1940, dopo l'occupazione tedesca.
Manterrà la carica fino al 1945,  riuscendo ad opporsi con grande fermezza alle pressioni degli occupanti ed a quelle della fazione dei collaborazionisti di Vichy. Questo suo coraggioso atteggiamento sarà oggetto di pubblico ringraziamento da parte del generale de Gaulle.
Nel 1960, colpito da una grave malattia che gli impone di ridurre drasticamente la sua attività, si ritira a Valmondois, dove muore il 13 aprile 1966.

## Opere
- Confessione di mezzanotte, Ago Edizioni, traduzione di Caterina Miracle Bragantini (2024)